# 100 metros com barreiras
100 metros com barreiras é uma prova olímpica do atletismo feminino. Seu equivalente masculino são os 110 metros com barreiras.
A prova é disputada numa reta onde raias de corrida estão demarcadas. A largada é feita a partir de blocos de partida no chão da pista, como as demais provas de velocidade do programa olímpico. Nos seus cem metros de extensão são dispostas 10 barreiras; a primeira surge treze metros depois da linha de partida, as seguintes têm 8.5 metros de intervalo entre si e depois da última barreira há um percurso de 10.5 metros até à linha da meta. As barreiras têm 83,8 cm e são colocadas de modo a que caiam para a frente, caso sejam tocadas pela corredora. O toque ou mesmo a derrubada de barreiras não é motivo de desqualificação já que, geralmente, afeta de forma negativa o tempo obtido pela concorrente. A competidora pode ser desclassificada caso invada a raia de outra atleta ou tenha um tempo de reação ao sinal de largada inferior a 0.1s, considerado uma largada falsa.

## História
As provas de barreira derivam de uma corrida disputada numa distância de cem jardas com barreiras de madeira colocada a intervalos dela, na Inglaterra na década de 1830. Os primeiros Jogos Femininos Mundiais, em 1922, tiveram uma prova destas. Ela apareceu pela primeira vez na maneira como é hoje em Los Angeles 1932, com  distância de 80 metros  e foi disputada como modalidade olímpica assim até Cidade do México 1968, sendo estão esticada e padronizada para 100 m a partir dos Jogos de Munique 1972. A primeira campeã olímpica da distância foi Annelie Ehrhardt da extinta Alemanha Oriental. O recorde mundial é 12.12 e pertence à nigeriana Tobi Amusan, conseguido na semifinal da prova no Campeonato Mundial de Atletismo de 2022 em Eugene, Estados Unidos.
Na Rio 2016, os Estados Unidos conseguiram pela primeira vez na história da prova em Olimpíadas conquistar as medalhas de ouro, prata e bronze e foi também a primeira vez que atletas norte-americanas conquistaram todos os lugares no pódio em qualquer evento olímpico de qualquer esporte.

## Recordes
De acordo com a World Athletics – IAAF.
| Recorde          | Tempo | Atleta                | País       | Data          | Local       |
| Recorde mundial  | 12.12 | Tobi Amusan           | Nigéria    | 24 julho 2022 | Eugene      |
| Recorde olímpico | 12.26 | Jasmine Camacho-Quinn | Porto Rico | 31 julho 2021 | Tóquio 2020 |

## Melhores marcas mundiais
As marcas abaixo são de acordo com a World Athletics.
| Posição | Tempo | Atleta           | País           | Data           | Local        |
| ------- | ----- | ---------------- | -------------- | -------------- | ------------ |
| 1       | 12.12 | Tobi Amusan      | Nigéria        | 24 julho 2022  | Eugene       |
| 2       | 12.17 | Masai Russell    | Estados Unidos | 2 maio 2025    | Miami        |
| 3       | 12.19 | Tia Jones        | Estados Unidos | 2 maio 2025    | Miami        |
| 3       | 12.19 | Masai Russell    | Estados Unidos | 16 agosto 2025 | Chorzów      |
| 5       | 12.20 | Kendra Harrison  | Estados Unidos | 22 julho 2016  | Londres      |
| 6       | 12.21 | Yordanka Donkova | Bulgária       | 20 agosto 1988 | Stara Zagora |
| 6       | 12.21 | Grace Stark      | Estados Unidos | 20 junho 2025  | Paris        |
| 8       | 12.22 | Masai Russell    | Estados Unidos | 2 agosto 2025  | Eugene       |
| 9       | 12.24 | Yordanka Donkova | Bulgária       | 28 agosto 1988 | Stara Zagora |
| 9       | 12.24 | Kendra Harrison  | Estados Unidos | 28 maio 2016   | Eugene       |
| 9       | 12.24 | Kendra Harrison  | Estados Unidos | 22 agosto 2023 | Budapeste    |
| 9       | 12.24 | Ackera Nugent    | Jamaica        | 30 agosto 2024 | Roma         |
| 9       | 12.24 | Tobi Amusan      | Nigéria        | 20 junho 2025  | Paris        |
| 9       | 12.24 | Tonea Marshall   | Estados Unidos | 16 agosto 2025 | Chorzów      |

## Melhores marcas olímpicas
As marcas abaixo são de acordo com o Comitê Olímpico Internacional – COI.
| Posição | Tempo | Atleta                | País           | Medalha | Local        |
| ------- | ----- | --------------------- | -------------- | ------- | ------------ |
| 1       | 12.26 | Jasmine Camacho-Quinn | Porto Rico     |         | Tóquio 2020  |
| 2       | 12.33 | Masai Russell         | Estados Unidos | ouro    | Paris 2024   |
| 3       | 12.34 | Cyréna Samba-Mayela   | França         | prata   | Paris 2024   |
| 3       | 12.34 | Alaysha Johnson       | Estados Unidos |         | Paris 2024   |
| 5       | 12.35 | Sally Pearson         | Austrália      | ouro    | Londres 2012 |
| 5       | 12.35 | Jasmine Camacho-Quinn | Porto Rico     |         | Paris 2024   |
| 7       | 12.36 | Jasmine Camacho-Quinn | Porto Rico     | bronze  | Paris 2024   |
| 8       | 12.37 | Joanna Hayes          | Estados Unidos | ouro    | Atenas 2004  |
| 8       | 12.37 | Jasmine Camacho-Quinn | Porto Rico     | ouro    | Tóquio 2020  |
| 8       | 12.37 | Dawn Harper           | Estados Unidos | prata   | Londres 2012 |

* As marcas de Jasmine Camacho-Quinn (12.26 e 12.35) foram obtidas nas semifinais de Tóquio 2020 e Paris 2024. A marca de Alaysha Johnson foi obtida nas semifinais de Paris 2024. 

## Marcas da lusofonia
| País       | Marca | Atleta          | Ano  | Local   |        |
| Brasil     | 12.71 | Maurren Maggi   | 2001 | Manaus  | [ 9 ]  |
| Portugal   | 13.14 | Isabel Abrantes | 2000 | Coimbra | [ 10 ] |
| Angola     | 14.01 | Witney Barata   | 2012 | Lisboa  | [ 11 ] |
| Cabo Verde | 15.50 | Sandra Moreira  | 2011 | Lisboa  | [ 12 ] |